# Bo (město)
Bo je druhé nejlidnatější město v Sieře Leone po jejím hlavním městě Freetown, od kterého leží 250 kilometrů jihovýchodně. Zároveň je nejlidnatějším městem Jižní provincie a kulturním, ekonomickým i vzdělávacím centrem jižní oblasti Sierry Leone. V roce 2021 mělo podle odhadů 223 075 obyvatel.  
Nachází se zde Univerzita Njala, která je po Fourah Bay College druhou největší univerzitou v zemi. Dále se ve městě nachází stadion Bo, který je druhým největším sportovním stadionem ve státě; používán je zejména pro fotbalovém zápasy. Zajímavostí je, že se ve městě nacházejí zástupci celé řady etnických skupin žijících v zemi, žádná z nich nemá ve městě převahu. Podobná je situace ohledně náboženství, dvěmi dominantními jsou islám a křesťanství. Dominantním jazykem požívaným ve městě je jazyk Krio. 